# Годженвілл (Кентуккі)
Годженвілл (англ. Hodgenville) — місто (англ. city) в США, в окрузі Леру штату Кентуккі. Населення — 3235 осіб (2020).

## Географія
Годженвілл розташований за координатами 37°34′1″ пн. ш. 85°44′7″ зх. д. / 37.56694° пн. ш. 85.73528° зх. д. (37.567049, -85.735194).  За даними Бюро перепису населення США в 2010 році місто мало площу 5,37 км², з яких 5,35 км² — суходіл та 0,02 км² — водойми.

## Демографія
Згідно з переписом 2010 року, у місті мешкало 3206 осіб у 1295 домогосподарствах у складі 791 родини. Густота населення становила 597 осіб/км².  Було 1374 помешкання (256/км²).
Расовий склад населення:
| - 86,7 % — білих - 8,6 % — чорних або афроамериканців - 0,2 % — корінних американців - 2,5 % — осіб інших рас |

До двох чи більше рас належало 2,0 %. Частка іспаномовних становила 6,1 % від усіх жителів.
За віковим діапазоном населення розподілялося таким чином: 23,1 % — особи молодші 18 років, 58,0 % — особи у віці 18—64 років, 18,9 % — особи у віці 65 років та старші. Медіана віку мешканця становила 36,8 року. На 100 осіб жіночої статі у місті припадало 88,8 чоловіків;  на 100 жінок у віці від 18 років та старших — 85,7 чоловіків також старших 18 років.
Середній дохід на одне домашнє господарство  становив 40 785 доларів США (медіана — 29 698), а середній дохід на одну сім'ю — 47 455 доларів (медіана — 34 631). Медіана доходів становила 32 212 долари для чоловіків та 23 452 долари для жінок. За межею бідності перебувало 28,0 % осіб, у тому числі 49,0 % дітей у віці до 18 років та 9,8 % осіб у віці 65 років та старших.
Цивільне працевлаштоване населення становило 1122 особи. Основні галузі зайнятості: роздрібна торгівля — 27,9 %, освіта, охорона здоров'я та соціальна допомога — 19,7 %, виробництво — 11,5 %, публічна адміністрація — 9,4 %.